# 石田泰誠
石田 泰誠（いしだ たいせい、1999年4月23日 - ）は、日本の俳優。 愛知県出身。サンミュージックブレーン所属。

## 人物
- 血液型A型、身長180cm・体重66kg・靴27.5cm、B90cm・W70cm・H92cm
- 特技 - ピアノ（12年間）、ギター（10年間）、将棋（日本将棋連盟2段）
- 趣味 - サッカー、ダンス、プログラミング、クイズ、作詞作曲、ファッション、スケボー、アクロバット
- 資格 - 税理士、日商簿記検定2級、世界遺産検定3級、英語検定2級、日本化粧品検定3級、普通自動車免許
- 東海高等学校、横浜国立大学経済学部経済学科 卒業
- ポケモンカードが好き
- 好きなポケモンはニドキング
- 男子高生ミスターコン 西日本選抜（2015年11月）[2][3]

## 出演

### 舞台
- 浅草軽演劇集団ウズイチ第4回公演「シャフ～えびす屋と浅草六芸神～」（2019年3月）[4]
- 浅草軽演劇集団ウズイチ第5回公演「シャフ～浅草の秘宝～」（2019年9月）[5]
- 浅草軽演劇集団ウズイチ第6回公演「ダンスオブウォーリアin浅草」（2020年3月2日 - 8日）[6][7][8][9][10]
- 悪役令嬢ですが攻略対象の様子が異常すぎる （2022年2月16日 - 20日） - ヴィクター 役
- TEAM RevArt 第5回公演「DUST STATION」（2022年6月29日 - 7月3日） - サク 役

### イベント
- 安達漫才（2021年12月25日）
- 安達漫才（2022年5月22日）
- MIULAnDA主催『東西ドリームマッチ2022～SUMMER～』（2022年7月23日 - 24日、大塚ドリームシアター）

### ドラマ
- インフルエンス 第1話（2021年3月20日、WOWOWオンデマンド） - 不良 役
- ラブコメの掟〜こじらせ女子と年下男子〜 第1話（2021年4月8日、テレビ東京）
- 消えた初恋（2021年10月9日 - 12月18日、テレビ朝日系オシドラサタデー） - バレー部部長 鈴木一之進 役
- 暴太郎戦隊ドンブラザーズ（2022年6月5日、テレビ朝日） - 高校生棋士 / 高速鬼 役[11]
- 初恋の悪魔 第7話（2022年9月3日、日本テレビ） - 木田健翔 役
- ZIP! 朝ドラマ「クレッシェンドで進め」（2022年10月17日 - 12月16日、日本テレビ） - 杉田 役
- SHUT UP 最終話（2024年1月29日、テレビ東京） - 学生 役
- PJ 〜航空救難団〜 最終話（2025年6月19日、テレビ朝日） - 救難教育隊66期生 役

### テレビ
- 「この差って何ですか?」再現VTR（2021年3月2日、TBS）
- 「120秒のターニング映画(シネマ)」（2022年3月6日、日本テレビ） - DA PUMP KENZO 役
- 「シェイクスピア・ラン」＃4（2022年4月24日、BS松竹東急）
- 「あの界隈を恋愛ドラマにしたら不覚にもキュンときた」ふかきゅん の大食い女子界隈編（2022年9月17日、中京テレビ） - 彼氏 役
- 「柏原芳恵の喫茶☆歌謡界」（2023年1月21日 - 2024年3月16日 、J:COMテレビ） - アシスタント[12]

### 映画
- YouTube映画「チェンジ」（2022年8月3日 - 、GEMSTONE ）
- サイレントラブ（2024年1月26日公開 、ギャガ）
- 還暦高校生（2025年6月27日公開、フリック） - 野々山健一 役[13]

### 短編映画
- 「心残り」（2023年4月公開、CAMPFIRE） - 隼人 役[14]
- オリジナルショートムービー「恋はままならない」前編（2023年11月10日 - 、石田泰誠応援プラン ）

### CM
- ニチバン「バトルウィン」Wグリップ（2021年8月26日 - ）
- エースコック スープはるさめ「おにぎりと、笑顔がある場所に。」残業篇（2022年8月31日 - ）
- Jリーグ「Ｊリーグのある日常」（2024年2月4日 - ）[15]